# Wasserkraftwerk Wolfratshausen
Das Wasserkraftwerk Wolfratshausen ist ein kleineres privates Wasserkraftwerk an der Loisach in der Stadt Wolfratshausen im oberbayerischen Landkreis Bad Tölz-Wolfratshausen. Das Kraftwerk in seiner seit 1991 bestehenden Form hat eine installierte Leistung von 830 kW. Die Regelarbeit pro Jahr beträgt ca. 4,4 GWh.